# Rutherfordina
La rutherfordina és un mineral de la classe dels minerals carbonats i nitrats. Va ser descoberta l'any 1906 a les muntanyes de la regió de Morogoro (Tanzània, sent nomenada així en honor d'Ernest Rutherford, físic britànic.
Un sinònim poc usat és el de diderichita.

## Característiques químiques
És un carbonat anhidre d'uranil, amb una alta concentració de l'element urani. És pseudomòrfic amb la uraninita, fortament radioactiu. Segons la classificació de Nickel-Strunz, la rutherfordina pertany a «05.EB - Uranil carbonats, amb proporció UO₂:CO₃ = 1:1» juntament amb els següents minerals: blatonita, joliotita i bijvoetita-(Y).

## Formació i jaciments
Es forma com a mineral secundari a partir de l'alteració de la uraninita.
Sol trobar-se associat a altres minerals com: uraninita, becquerelita, masuyita, schoepita, kasolita, curita, boltwoodita, vandendriesscheíta, bil·lietita, metatorbernita, fourmarierita, studtita o sklodowskita.

## Usos
És extret en les mines barrejat amb altres minerals de l'urani com a mena de l'estratègic urani. En ser fortament radioactiu ha de manipular-se amb els protocols de seguretat adequats.